# 普倫蓋區
普倫蓋區是立陶宛特爾希艾縣内的市镇，位于该国西北部，行政中心为普倫蓋。市镇面積为1,105平方公里，2020年人口数量为32,987人。